# Salix oreinoma
Salix oreinoma — вид квіткових рослин із родини вербових (Salicaceae).

## Морфологічна характеристика
Це кущ до 3 метрів заввишки. Гілочки тьмяно-коричневі; молоді гілочки тьмяно-коричневі або багряно-коричневі, короткі й товсті, голі чи майже так. Листкова ніжка 4–10 мм, запушена; листкова пластинка еліптична або обернено-яйцеподібна, 1.5–4 × 1–2.5 см, абаксіально (низ) сірувато-біла, вкрита нальотом в молодості, потім ± гола, адаксіально темно-зелена, запушена вздовж середньої жилки, край залозисто-пилчастий або цільний, верхівка гостра чи тупа. Чоловічі сережки 3–3.5 × ≈ 1 см. Чоловіча квітка: тичинок 2; пиляки жовті, яйцеподібні. Жіночі сережки до 2–6 × ≈ 1.5 см при плоді. Коробочка гола.

## Середовище проживання
Від Східного Тибету до Китаю (Західна Сичуань, Північний Захід Юньнань) і північна М'янма. Населяє зарості на горах; на висотах 3700–4300 метрів.